# Mike Barreiro
Michael "Mike" Barreiro (2 de abril de 1955) es un historietista estadounidense, conocido por su trabajo como entintador, fundamentalmente para diversos títulos publicados por la línea Vertigo de DC Comics y los cómics de Star Wars publicados durante los años 90.

## Carrera
Tras estudiar arte comercial en el Art Institute de Pittsburgh entre 1978 y 1979, escuela que abandonó al año de empezar, donde aprendió del retratista Henry Koerner, Barreiro empezó a trabajar para DC en 1986.
A principios de los años 90, empezó a colaborar activamente como entintador en varios títulos de la línea Vertigo, como Hellblazer, La Cruzada de los Niños o Scarab, En paralelo, realizó algún trabajo para Marvel (en la serie Punisher: War Journal). Entre 1990 y 1992, estudió en la Joe Kubert School of Cartoon and Graphic Art, donde se graduó con honores.
A mediados de los 90, empezó a colaborar en la serie Star Wars: Tales of the Jedi  para Dark Horse Comics. En 1995, realizó la serie Primortals, junto a los guionistas Christopher Mills y James Chambers, y el dibujante Scott Eaton. Esta serie, enmarcada en el género de la ciencia ficción, es notable por ser una creación de Leonard Nimoy con la ayuda de Isaac Asimov.
El último cómic publicado por Barreiro fue el número 54 de Thunderbolts, serie publicada por Marvel Comics, en 2001. Desde entonces, Barreiro ha trabajado fundamentalmente como artista freelance en la realización de pinturas y murales para particulares y negocios.
Desde 2013, Barreiro es profesor en la Joe Kubert School of Cartoon and Graphic Art.